# Jeniffer Quirino Oliveira
Jeniffer Quirino Oliveira (Londrina, 16 de março de 1989) é uma ginasta rítmica brasileira.
Oliveira conheceu a ginástica aos oito anos de idade. Ela participou da equipe que conquistou a medalha de ouro no Campeonato Pan-Americano Juvenil de Ginástica Rítmica, em 2002.
Representou o Brasil nos Jogos Olímpicos de 2004, realizados em Atenas, na Grécia. O conjunto brasileiro terminou em 10.º lugar, tendo totalizado 34.800 pontos, sendo 19.500 pontos na apresentação com arco e bola e 15.300 nas fitas. Como apenas os oito melhores conjuntos avançam à final, as brasileiras ficaram de fora da fase decisiva.